# Rävcistikola
Rävcistikola (Cisticola troglodytes) är en fågel i familjen cistikolor inom ordningen tättingar.

## Utseende och läte
Rävcistikolan är en liten och bjärt roströd medlem av familjen. Fjäderdräkten är anmärkningsvärt enfärgad, med roströd ovansida och beigefärgad undersida. Det otecknade ansiktet ger ett vänligt intryck. Den liknar både rostcistikola och kortvingad cistikola, men är mer roströd och ostreckad än båda dessa. Bland lätena hörs stigande gnissliga toner och mörkare, mer fräsande.

## Utbredning och systematik
Rävcistikola delas in i två underarter med följande utbredning:
- C. t. troglodytes – södra Tchad, Centralafrikanska republiken, södra Sudan, Sydsudan och allra västligaste Kenya
- C. t. ferrugineus – sydöstra Sudan (övre Blå Nilen), östra Sydsudan och närliggande västra Etiopien

### Familjetillhörighet
Cistikolorna behandlades tidigare som en del av den stora familjen sångare (Sylviidae). Genetiska studier har dock visat att sångarna inte är varandras närmaste släktingar. Istället är de en del av en klad som även omfattar timalior, lärkor, bulbyler, stjärtmesar och svalor. Idag delas därför Sylviidae upp i ett antal familjer, däribland Cisticolidae.

## Levnadssätt
Rävcistikolan hittas lokalt i höglänt savann och torrt skogslandskap. Där för den en tillbakadragen tillvaro och kan vara svår att få syn på.

## Status
Arten har ett stort utbredningsområde och beståndet anses stabilt. Internationella naturvårdsunionen IUCN listar den därför som livskraftig (LC).